# 維護國家安全法 (澳門)
《維護國家安全法》（葡萄牙語：Lei relativa à defesa da segurança do Estado，簡稱國安法、通稱廿三條）是澳門立法會就《澳門特別行政區基本法》第二十三条有關澳門特別行政區境內就國家安全，即叛國罪、分裂國家行為、煽動叛亂罪、顛覆國家罪及竊取國家機密等多項條文作出立法指引的憲法條文。
澳門特區政府最初打算於2003年立法，但受香港影響而延期。2008年10月22日，澳門行政長官何厚鏵介紹特區政府開展《維護國家安全法》的立法工作。2009年1月5日下午，澳門立法會以25票贊成﹑2票反對和1票棄權，一般性通過《維護國家安全法》，2月25日獲細則性通過。經行政長官簽署，刊憲後翌日（即2009年3月3日）生效。，2023年5月18日大幅度修訂。
另外澳門特別行政區在2018年9月3日設立維護國家安全委員會，為協助行政長官就澳門特區維護國家安全事務進行決策並負責執行統籌工作的機關。委員會由行政長官擔任主席，保安司司長擔任副主席，其他委員包括：行政法務司司長、警察總局局長、行政長官辦公室主任、保安司司長辦公室主任、法務局局長、司法警察局局長，以及行政長官辦公室及保安司司長辦公室各一名顧問。委員會現固定每年舉行兩次平常會議。
2025年7月31日，澳門當局首次引用新版《維護國家安全法》，以涉嫌勾結澳門境外勢力為由，逮捕前澳門立法會議員區錦新。

## 立法背景
澳門立法會根據《澳門基本法》第2章，有關《中央和澳門特別行政區的關係》的最後一條，即第23條；行文大致與《香港基本法》第23條一樣，此條文內容如下：
|  | 第二十三條 澳門特別行政區應自行立法禁止任何叛國、分裂國家、煽動叛亂、顛覆中央人民政府及竊取國家機密的行為，禁止外國的政治性組織或團體在澳門特別行政區進行政治活動，禁止澳門特別行政區的政治性組織或團體與外國的政治性組織或團體建立聯繫。 |

## 醞釀
早在香港就基本法二十三條開始進行諮詢不久，澳門基本法原草委蕭蔚雲就指澳門亦肯定要就《基本法》二十三條立法，否則是不符合基本法規定，至於何時立法以及是以單項立法，或透過在《刑法典》及相關法律作出修訂與增加條文去處理，由澳門特區政府自己決定。行政法務司司長陳麗敏在2002年10月1日透露﹐特區政府早就開展研究落實基本法第二十三條的規定﹐迄今條件已趨成熟﹐計劃在明年初向立法會提交有關法案﹐隨後向公眾諮詢。
主流意見都表示支持，認為這是基本法規定的責任。雖然未有案例，但有必要作預防性立法。又指國家安全立法是普世的，澳門作為中華人民共和國的一部分，保護國家安全義不容辭。「祖國作為澳門發展的後盾，國家主權的獨立﹑領土完整，對維護澳門的政治穩定﹑社會發展也是重要保證」。
但也有人認為，澳門宜視乎香港落實基本法二十三條規定的發展情况，再慎重考慮立法步伐。因為從香港的經驗，二十三條立法工作應比較嚴峻。適值澳門經濟在谷底回穩，正積極吸納外資，很多便民利商的法律、法規仍未完備，訂立這部敏感的法律似未有迫切需要。他更認為，即使法律完善，也須執法人員準繩執行，使法律原意能夠真正體現。而吳國昌議員則認為，澳門要真正實現「一國兩制」體系，對基本法二十三條立法對禁止無論涉及叛國罪或煽動叛亂罪等都不應是以言入罪，即不能影響到公眾的言論自由表達和新聞及採訪自由，這亦關乎到澳門基本制度和生活方式不變的原則保障，其所屬新澳門學社也提出了根據《约翰内斯堡原则》草擬的意見。歐盟駐澳門總領事以及美國亦先後表示關注。
同年11月20日，行政長官何厚鏵在回答記者提問時表示，相關會在翌年適當時候提交立法會討論並立法，在提交立法會討論前後，會進行諮詢程序，但唯一不會諮詢的，就是「是否應該立法」。
香港在2003年的七一遊行後擱置立法，而澳門亦被迫延期。何厚鏵在11月19日回應記者提問時表示，「在明年一年之內，很大機會仍不是適當的時間進行立法，至於在明年之後，我們的工作在何時完成，以及何時才是適當時間，我相信亦需要由新的行政長官以及第二任政府作出決定。」另外，一份在9月25日公布的，由建設澳門聯盟與香港大學民意研究計劃合作，就澳門市民對基本法二十三條立法的意見展開民意調查的結果顯示，澳門市民對二十三條的認識顯著不足，只有百分之9.1%的市民對二十三條有認識。

## 咨詢及宣傳

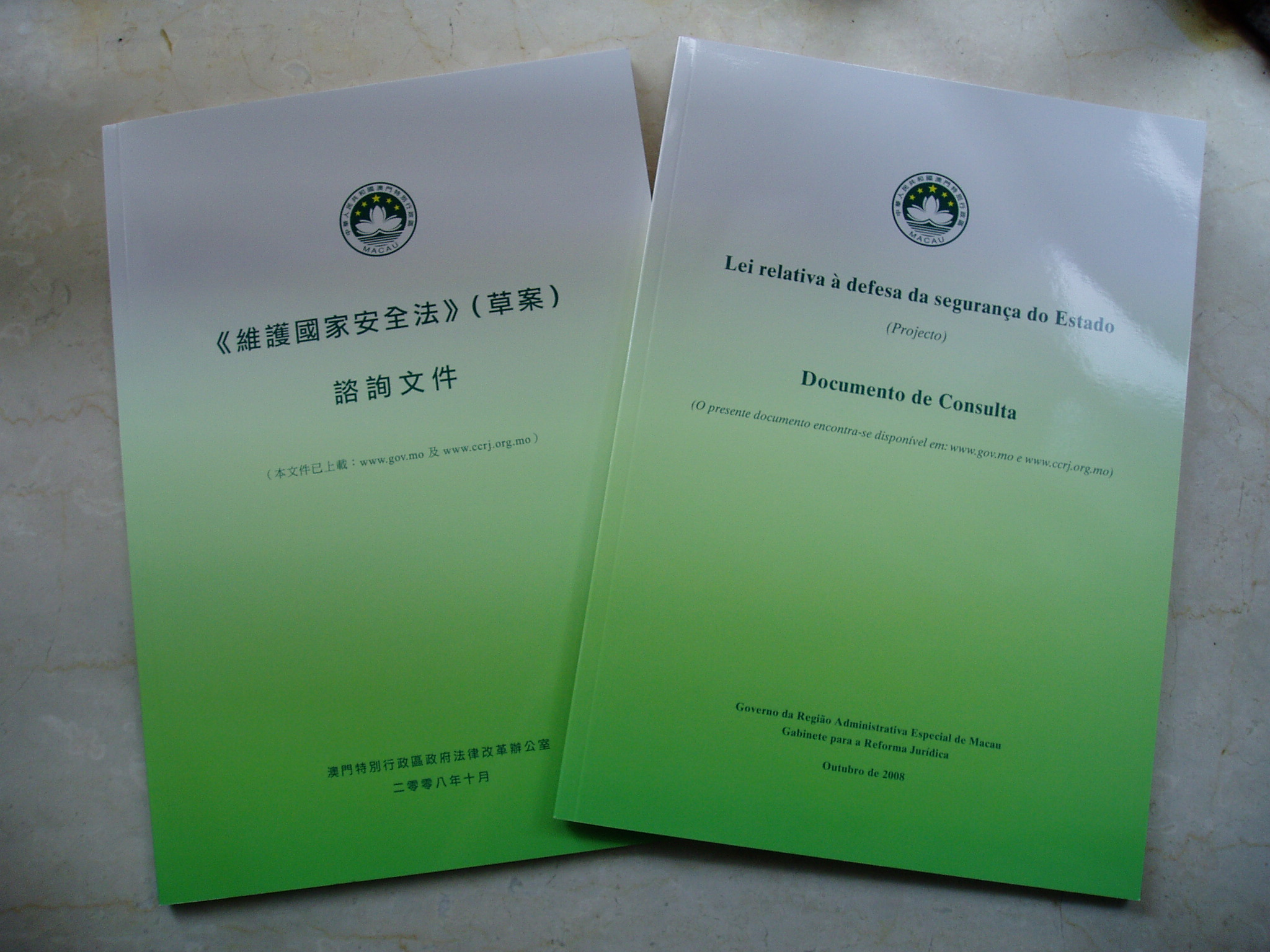
《維護國家安全法》草案諮詢文件

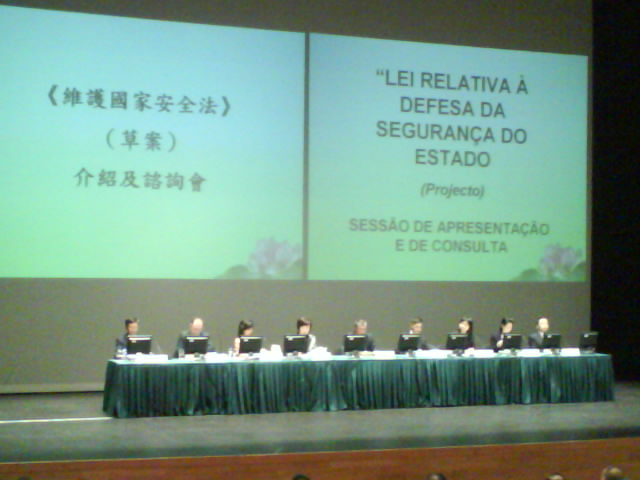
《維護國家安全法》草案介紹及諮詢會情況

早在何厚鏵角逐連任行政長官時，就表明二十三條立法會在第二屆任期內完成。自2006年12月起，多位中國大陸法律學者，包括許崇德、王振民等都催促澳門盡快、無條件立法。而在2007年6月20日公佈的《澳門特別行政區二零零七──二零零九年度公共行政改革路線圖》明確提出「落實基本法有關第二十三條的立法工作」。陳麗敏在公佈「路線圖」的記者會上也表示，基本法二十三條的立法工作，將會在2007年至2009年間開展立法程序，但未能確定何時完成。2007年11月13日，何厚鏵表示政府會爭取在2009年前完成整個立法程序。
2008年10月22日，澳門行政長官何厚鏵在澳門特區政府總部召開記者會，介紹特區政府開展《維護國家安全法》的立法工作，並會發出咨詢文件，以及展開為期40日的咨詢期。記者會當日，何厚鏵表示澳門回歸前是採用葡萄牙《刑法典》有關國家安全法律，但有關法律在回歸後無效，因而一直存有有關法律完全真空問題；因此澳門特區政府根據《澳門基本法》中的第23條規定完成了《維護國家安全法（草案）》的草擬工作，並且即時啟動此草案公開諮詢工作。記者會後，何厚鏵皆同行政法務司司長陳麗敏、法律改革辦公室主任朱琳琳等就草案立法工作及諮詢內容作出簡述和介紹。
政府在宣佈啟動諮詢後，分別對四個界別以及公眾（但部份發言市民也身兼全國人大代表、全國政協委员、澳門立法會議員等）舉行推介及諮詢會。基本法推廣協會推出《國安法五十問》同時並刊登在主要報紙上，而澳門電視台也在連續三個星期天的《澳視新聞檔案》節目中，以《聚焦國安法》之名播出諮詢會片段。多位社會人士和學者撰文討論，但就算是有香港人參與的反23遊行，與2007年五一遊行不同，除《新華澳報》以外，並沒有對反對立法的人士進行猛烈批評。
澳門街坊會聯合總會在宣佈啟動立法工作當日進行民意測驗，並於10月24日公布，在875份有效問卷中，近五成表示不知道或不了解立法，但有65%支持立法。澳門中華新青年協會在10月25日進行的同類調查顯示，55.3%的居民不了解《基本法》第二十三條自行立法的規定；91.3%認同澳門特區有責任維護國家安全；70.5%支持特區依法自行制訂《維護國家安全法》；54.3%贊成應在本屆政府和立法會任期內完成立法；64.9%認為立法應遵循澳門原有的法律傳統和習慣，並參考現行法律進行。澳門青年研究協會、澳門學聯在10月21日公佈的民意測驗顯示，受訪的732名學生中，67.52%表示十分同意或同意就國家安全立法，持反對意見的學生只有1.72%。

## 草案摘要
草案共十五條。在草案文本中，被建議界定的禁制至少有七項，主要包括：
- 叛國
- 分裂國家
- 顛覆中央人民政府
- 煽動叛亂
- 竊取國家機密
- 外國的政治性組織或團體在澳門作出危害國家安全的行為
- 澳門的政治性組織或團體與外國的政治性組織或團體建立聯繫作出危害國家安全的行為

其中若觸犯「叛國」、「分裂國家」及「顛覆中央人民政府」等條例，在草案中建議最高可處25年徒刑，同時觸犯數條更可科處《刑法典》上所定立的最高刑期（即30年）。

## 評論和反制行動

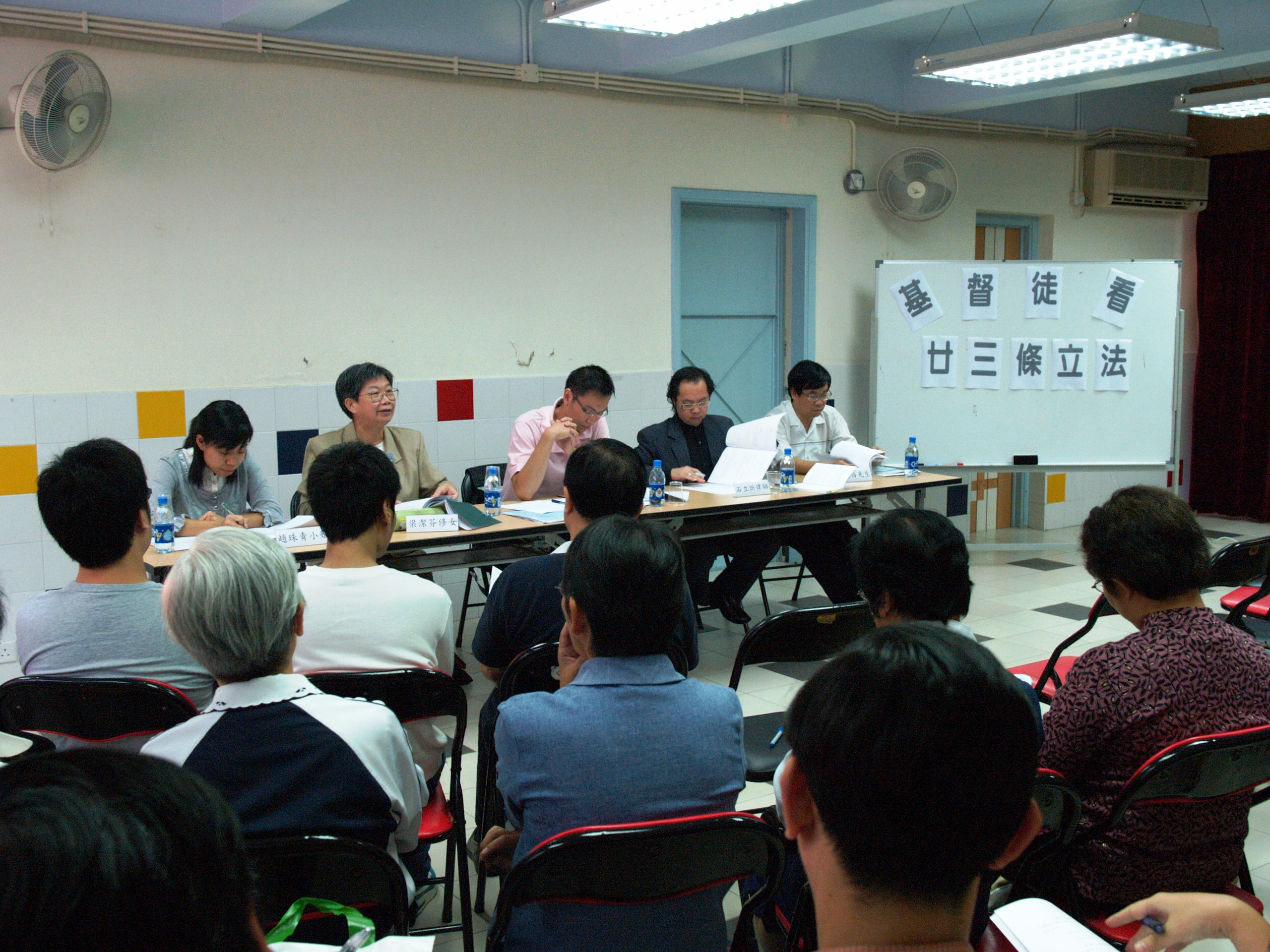
澳門的天主教人士舉行基本法廿三條立法座談會。

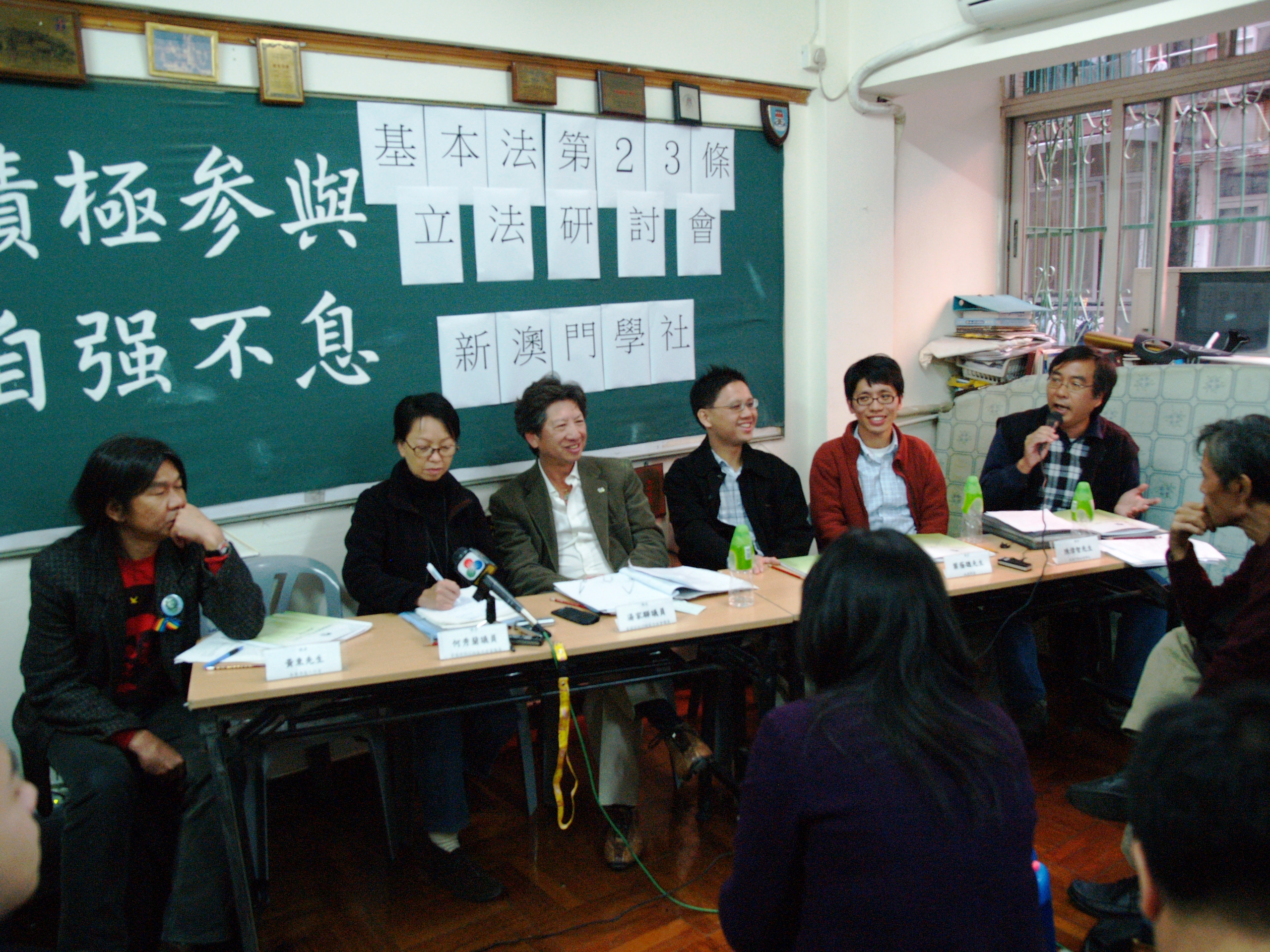
新澳門學社在2008年11月29日舉辦的論壇：梁國雄、何秀蘭、湯家驊、新澳門學社副理事長朱國權、葉蔭聰、新澳門學社理事長陳偉智（左至右）

澳門民間普遍被認為對政治問題冷感，一般認為反對聲音不多，立法會的構成亦使相關法案必然通過。時事評論員譚志強指，澳門的諮詢大會變成「表忠大會」，個個都表示支持，又指澳門市民不認識立法內容，「搞不清楚是屎是尿，給你就食」。但在政治宣佈啟動立法程序的記者會以前一個星期，發生了一位化名「城市隱者」的網民由於在較早前於澳門電訊的時事討論區發表有銀行「滯提」的消息，而被司法警察局傳召，後更被控以「觸犯濫用及虛構危險信號」及「煽動集體違令二款A項之條例」並被移送到檢察院的事件。雖然案件被發還繼續調查，事主仍然召開記者會交待事件。而社會對立法的態度已趨負面，尤其擔心警方的執法水平。有網民更曾承諾為事主籌款打官司，更有網民開設網站，批評《澳門日報》的報導手法。在宣佈立法後的數天內，不少聽眾致電澳門電台的《澳門講場》，表達對立法的憂慮。
另一方面，多個政團對立法表示憂慮，當中最具爭議性的是諮詢期太短 （香港當年為期90天）及具偏向性的諮詢 （例如不邀請非傳統社團參加諮詢會）、草案中第九條的預備行為過於空泛且在《刑法典》中已經相關條文應予刪除或與第五條的煽動叛亂罪脫鉤以保障言論自由、國家機密的定義以及要求吸納「公眾利益」作抗辯理由等。行政長官在11月12日的答問大會上，僅表示不會以緊急形式立法，就廿三條作提問的議員吳國昌表示，廿三條立法屬重要立法，目前及未來一段時間仍會有不同討論和建議，認為宜將諮詢期延長至九十日。他強調，這並非形式主義，而是讓政府有時間作中期檢討及綜合民意，修訂漏洞後才交行政會，再提交立法會，這才是對國家、對澳門負責任的態度。雖然法案在政治性組織的相關條文中把天主教會和葡萄牙政黨在澳門的分支排除在管制之列，天主教教友協進會的刊物《澳門觀察報》仍然在10月26日的《觀察者言》中呼籲當局，應廣納民意進行基本法廿三條立法的有關工作，並為市民保留合符國際標準的基本人權。
另外出生於澳門的香港學者、社會運動人士葉蔭聰也表態反對立法。

### 與香港的互動
香港政界普遍認為澳門先於香港進行立法，是要向香港施壓。
而澳門兩位民主派議員和時事評論員譚志強在11月9日接受泛民主派立法議員的邀請，赴港出席研討會。前綫劉慧卿表明會與澳門一同抗爭及合作，保護澳門及香港市民自由及法治。
譚後來發文澄清，指報導中的「邀請抗爭」並非事實，三位嘉賓並無反對立法，如此行文是「大香港主義」作祟。
香港記者協會在11月12日發表聲明，表示不反對立法，但認為立法的此「必要」並非「迫切的社會需要」，同時不必強求此法案必須在2009年12月20日或之前通過，可以留待時機更成熟時立法的意見，也應予以考慮。
委任議員徐偉坤在11月19日立法會的議程前發言中表示表示疑惑，並譴責有關言行。他指《維護國家安全法》諮詢期未完結，卻有澳門立法會議員過埠要求聲援，更不顧澳門居民反感，聯合外界的反對勢力企圖抗爭，居心叵測。吳國昌隨即抗議，認為港澳人士交流是平常事，澳門不應「關起門立法」，區錦新亦附和，繼續指諮詢工作欠妥。立法會主席曹其真也不滿報道中涉及侮辱澳門人的內容。
澳門四家大專院校的學生原訂邀請政府代表、香港立法會議員湯家驊等於11月22日舉辦的「關你23事──維護國家安全法討論會」座談會，也於開會前的星期四深夜突然因「場地問題」而告取消。湯以及同被獲邀的葉蔭聰都指事件是白色恐怖，法例未立就已壓制討論。吳國昌認為事件與翌日利建潤發起反對廿三條的遊行有關，以免有人為其助威。澳門大學回應時否認指控，稱早已預留場地，又說有關該活動延期或取消，全部由學生會決定，更否認校方曾經施壓。
學生會在11月22日發表聲明，指「活動的原意是為大學生提供一個純學術討論的平台……。另有部份籌備小組成員認為，討論會原定日期與某團體舉辦的遊行活動接近，而且內容同樣涉及《維護國家安全法》（草案），而且近日坊間有輿論將活動政治化，為免可能引起外界無端揣測，將兩個活動串聯，籌備小組並不希望學術討論添上政治性質，認為討論會舉辦時間太敏感」及場地為由而取消。事件中四家學生會在事後與澳門學聯、新青協等團體舉辦同類的論壇，並由三名政府代表任主講嘉賓。
湯家驊結果與黨友曾國豐及香港學聯代表抵達澳門，與吳國昌、工會人士及學生會面，但於抵澳時被當地警方扣留達十分鐘，並沿途被警方跟蹤。
另外，天主教教友協進會在11月15日舉辦的座談會，原訂邀請的嘉賓、香港天主教正義和平委員會主席孔令瑜亦因澳門教區的壓力最終未有獲邀。但教區方面指是希望先讓澳門人先有自身討論的空間。

### 反對23條立法遊行

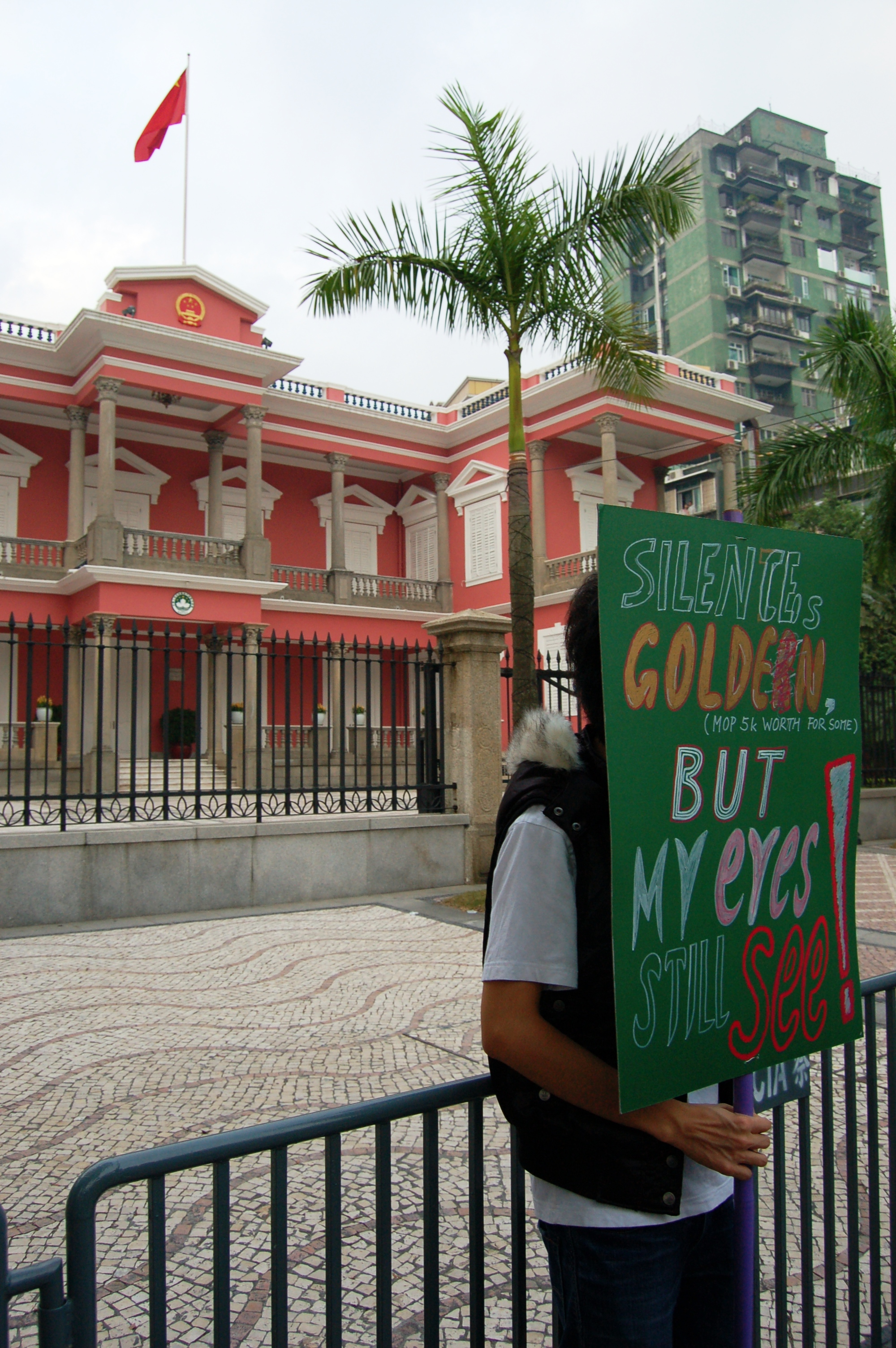
在政府總部門前的示威者，標語以英語書寫：「沉默是金 （對某些人來說價值五千澳門幣），但我的眼仍看得見！」（五千元指的是較早前政府宣布2009年繼續現金發放計劃）

早在諮詢期初段就已經有香港和澳門網民表示關注，在Facebook開設反對23條立法的群組，加入人數達1,200多人。民主起動的利建潤又於該社交網頁宣佈於11月23日發起名為「為澳門　為自由　反對23條惡法大遊行」，並邀請香港立法會議員，有「長毛」之稱的梁國雄聲援。參加人士（絕大部份為年輕人，以及包括梁國雄在內的八名香港社民連代表）在當日下午2時起於三角花園聚集，部分人士響應號召穿著黑色衣物並戴上口罩，象徵他們對立法以後澳門言論自由狀況的憂慮。兩位澳門立法會議員吳國昌和區錦新亦到場觀察。
為數約一百人（警方指有六十人）的遊行隊伍在3時出發，沿黑沙環馬路、俾利喇街、高士德大馬路、士多紐拜斯大馬路、東望洋街、水坑尾街、約翰四世大馬路、蘇亞利斯博士大馬路，在4時許到達政府總部對面的行人路。遊行人士除了批評條文不清和政府不聽民意、要求延長諮詢期或在建立民主政制和有效輿論監督前延期立法等外，亦以「專政生惡法，人人得而誅之」，強調同胞應互相支持為訴求。由於在是否容許所有人士過路到政府總部門前與警方交涉，隊伍卒至接近下午5時才抵達政府總部前座門前遞交請願信後和平散去。

當日較早時，民主派政團新澳門學社亦到政府總部邀請行政長官或其代表出席在11月29日舉辦的論壇。而論壇最終在湯家驊、何秀蘭、葉蔭聰和梁國雄的出席之下順利完成。

反對23條立法遊行
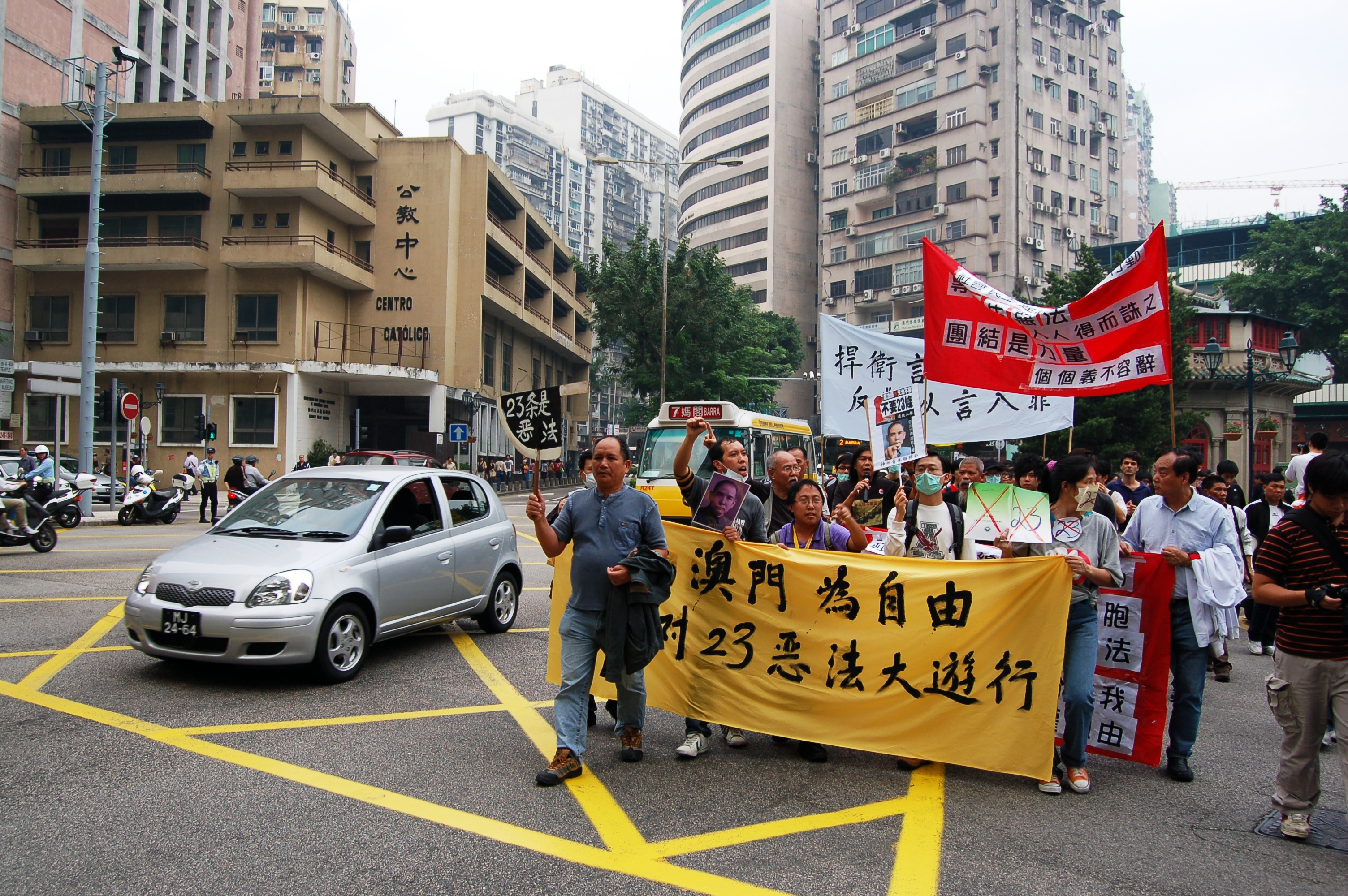
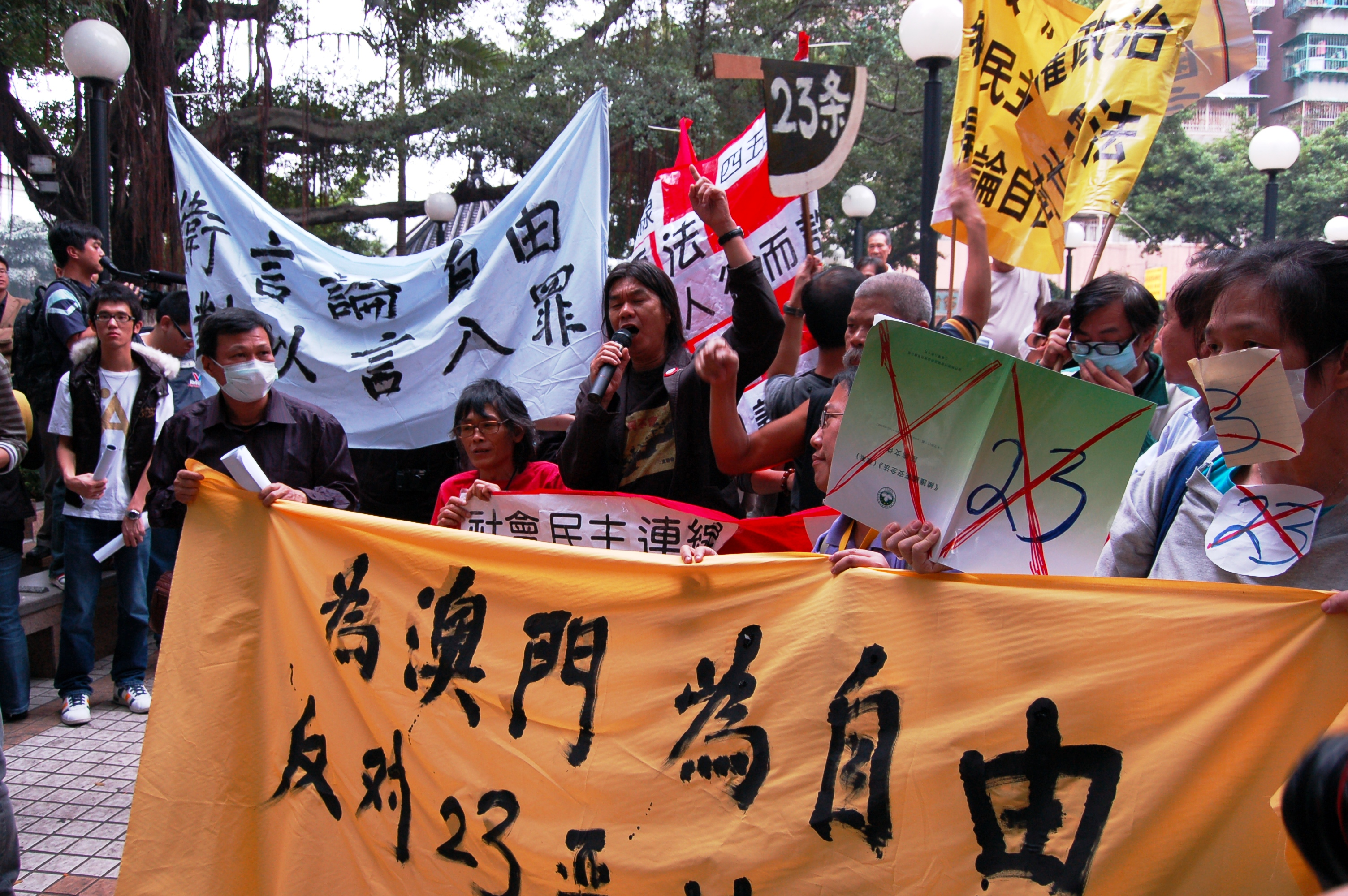
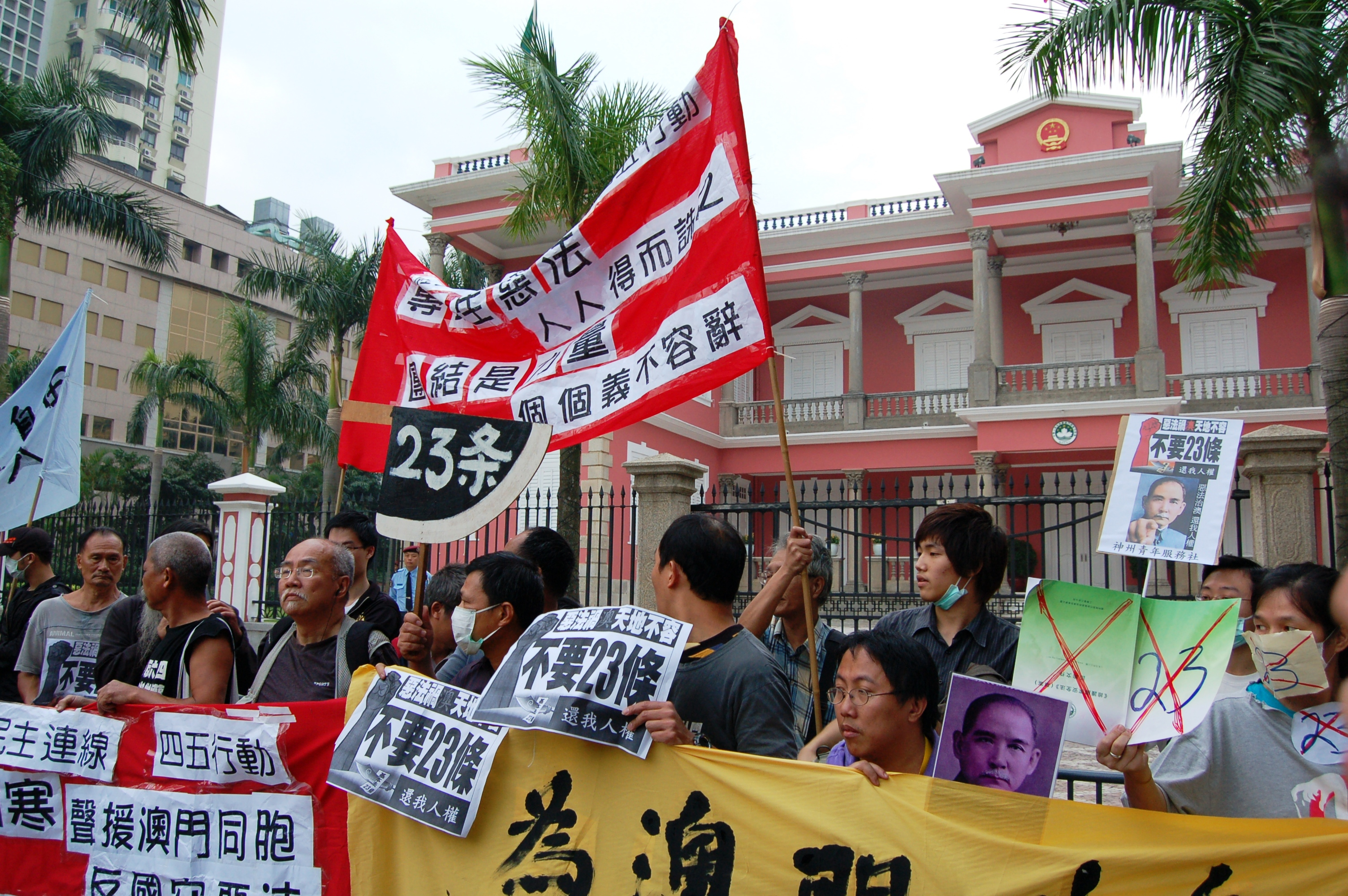
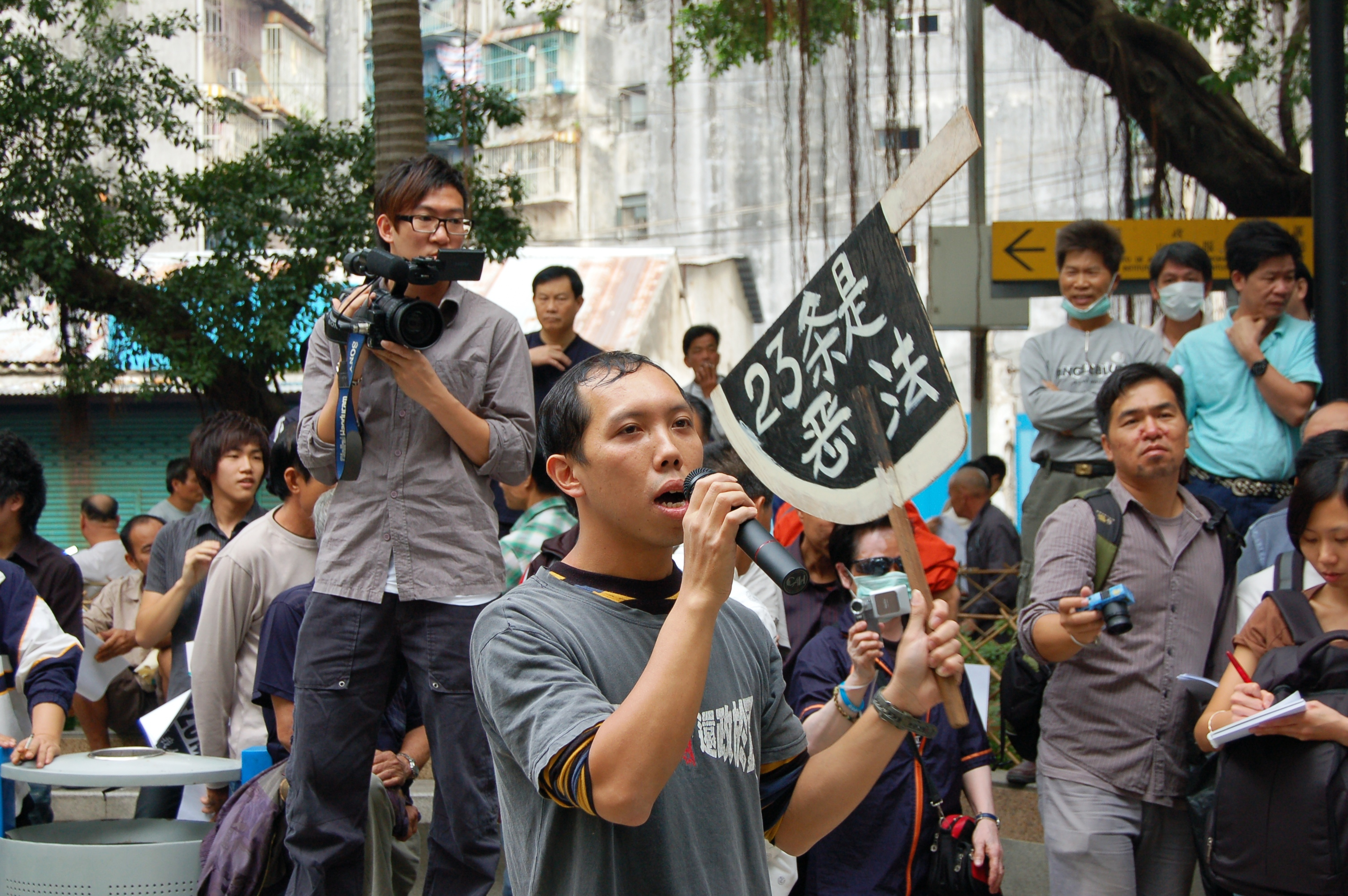
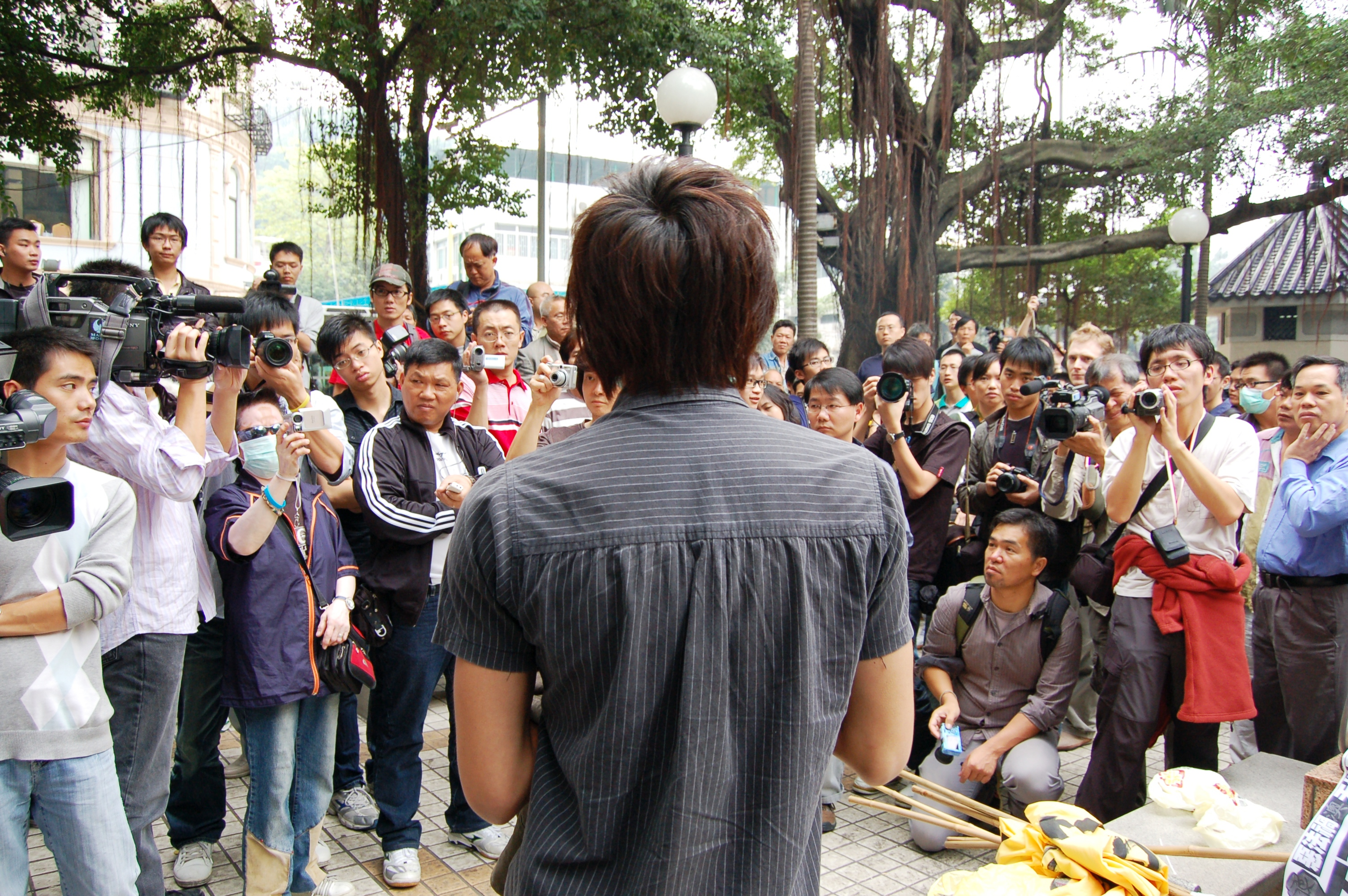
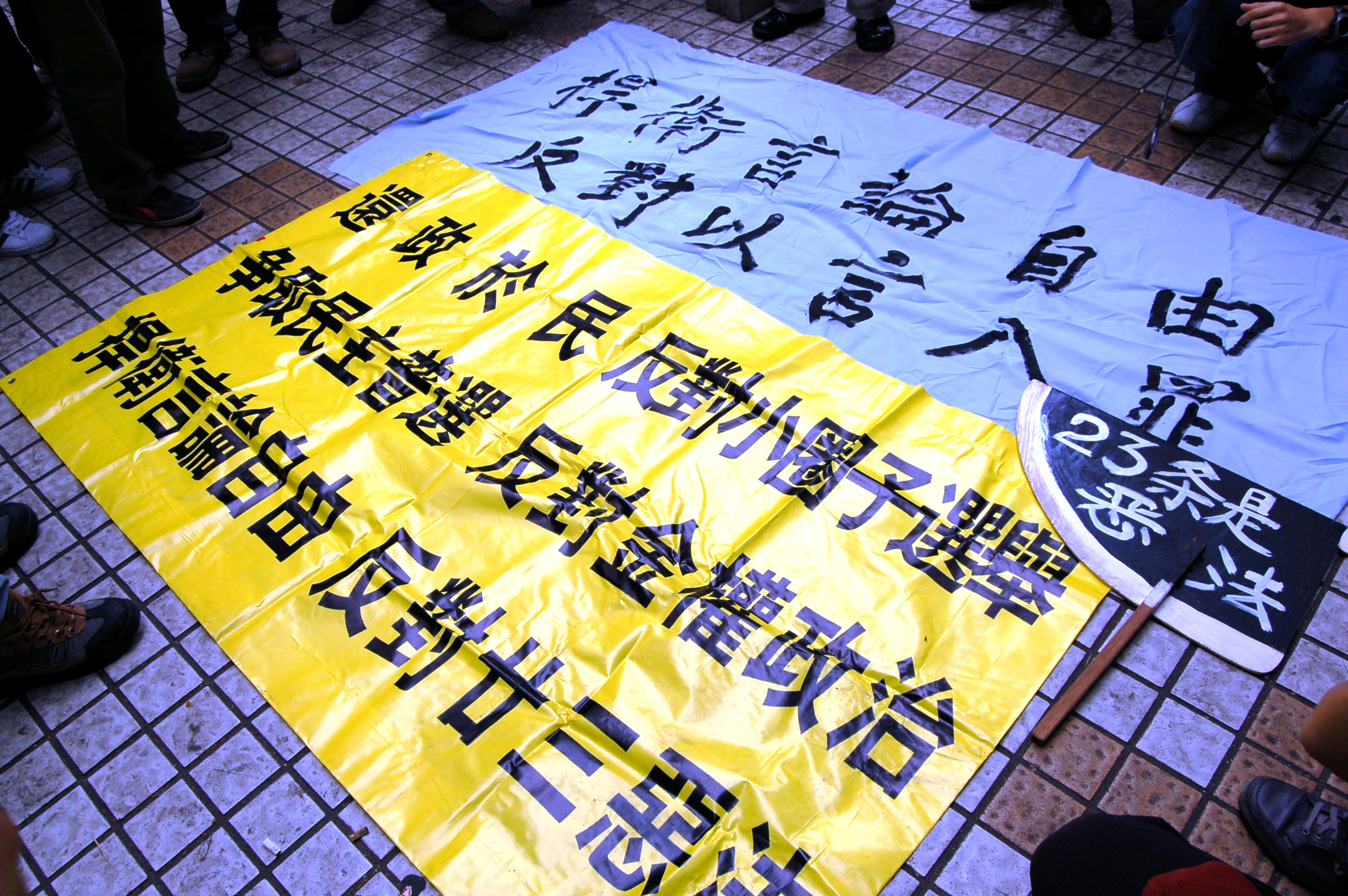
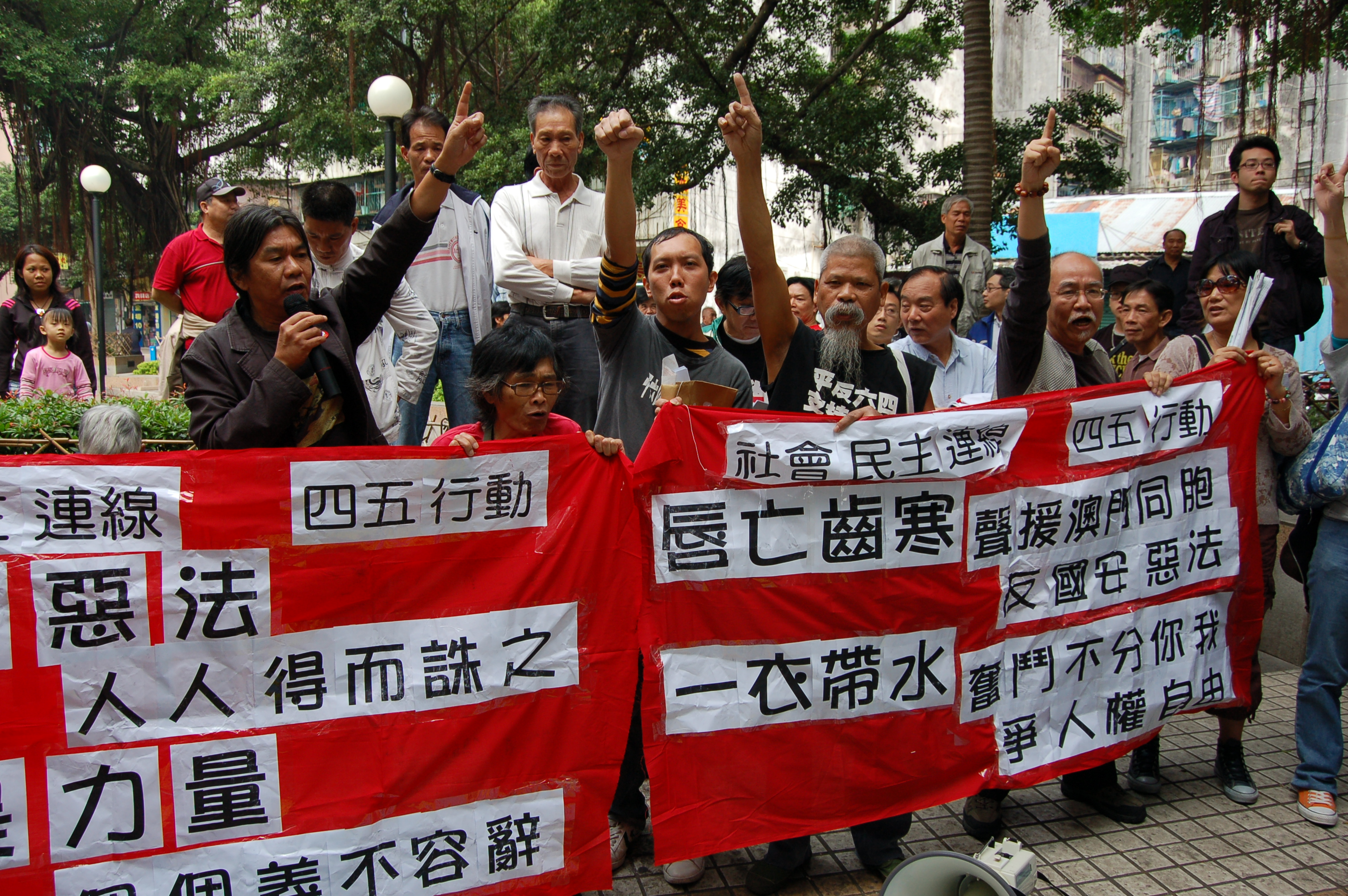
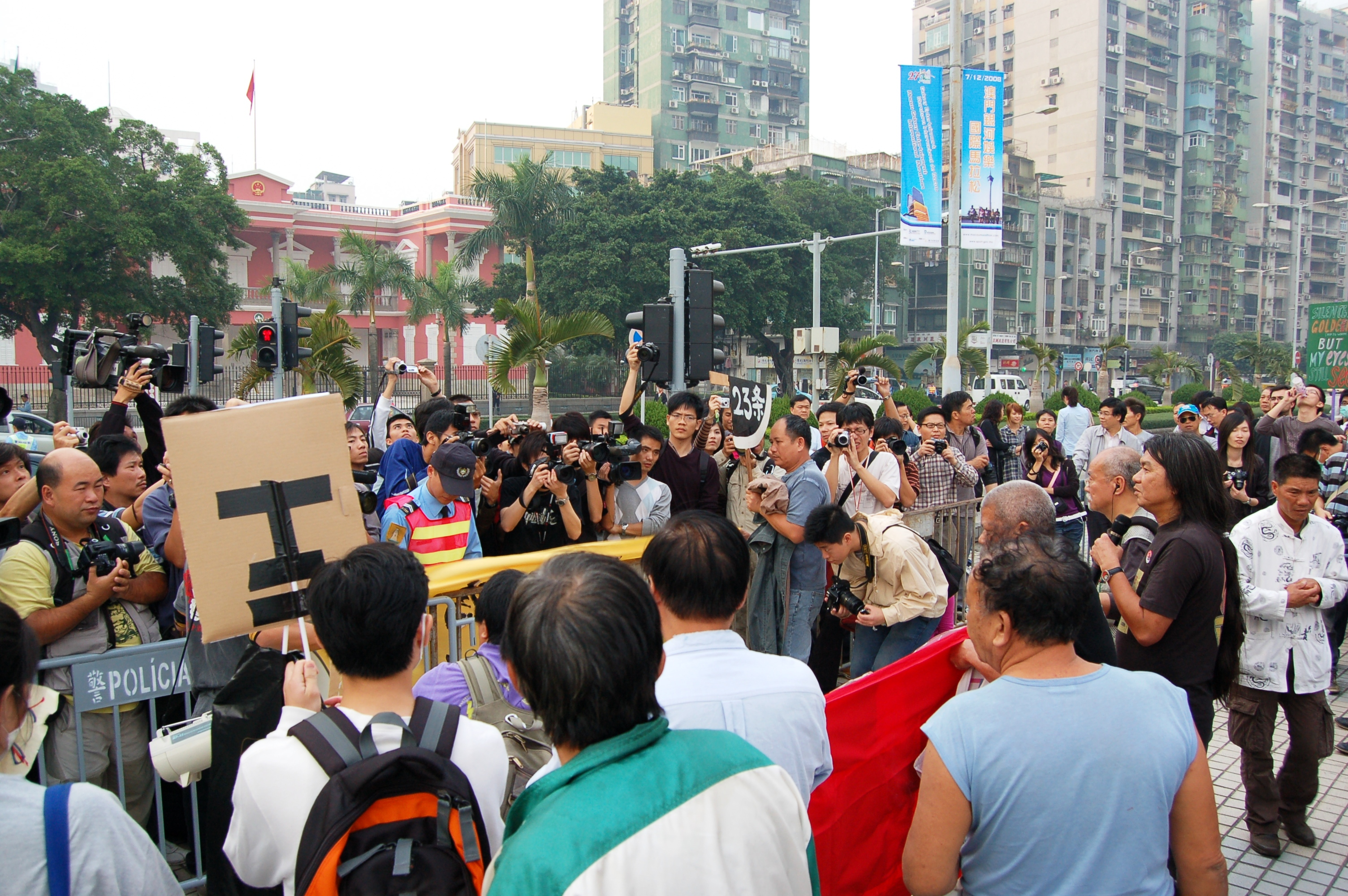

## 修改和立法會審議

### 正式公開咨詢
2022年8月22日，澳门特别行政区政府举行新闻发布会，宣布自当日起至10月5日，就修订维护国家安全法展开公众咨询，咨询专题网页同日正式开通。计划争取10月底出台公开咨询总结报告，11月初完成法案文本。

### 通过修订
2023年5月18日，澳门立法会通过修订后的国安法，澳门特区政府为此发文，感谢立法会各议员履行职责。
新修訂的國安法將原有的叛國、分裂、顛覆、盜竊國家機密和與外國人勾結等七種罪名的範圍擴大，其中分裂罪擴大到非暴力行為，顛覆罪擴大至反對北京中央政府的權力和權力意識形態的行為。至於「外國政治組織或團體」的定義則擴大到在澳門境外活動組織，包括非政治性社團。同時澳門司警擁有在境外追捕嫌疑人的域外權力。受《國家安全法》管轄的嫌疑人可能會被監控其通信，並被禁止離開澳門五天。

## 實施案件

### 區錦新案
2025年7月31日，前澳門立法會議員區錦新涉嫌違反《維護國家安全法》第十三條「與澳門特別行政區以外的組織、團體或個人建立聯繫作出危害國家安全的行為」的罪名，被澳門司法警察局維護國家安全執法機構逮捕，移交檢察院偵辦。司警局在新聞稿中指出，區錦新自2022年起涉嫌勾連多個境外反華組織，向相關境外勢力「提供大量不實且具煽動性的資料，供其在境外及網上持續公開展覽之用」。區錦新成為澳門新版國安法生效以來首位被捕人士。

## 外部連結
- 《維護國家安全法》 （页面存档备份，存于）
- 《維護國家安全法》（草案）介紹及諮詢
- 妥善立法　維護國家安全　保障自由權利：新澳門學社就《維護國家安全法》發出的七點聲明
- 在Facebook開設的「反對澳門政府訂立23條惡法」群組[永久]
- 葉蔭聰：我為甚麼反對廿三條立法 （页面存档备份，存于）
- 葉蔭聰：澳門23條的政治議程玄機 （页面存档备份，存于）
- 廖山明、謝曉陽：《澳門二十三條引發以言入罪疑慮》 （页面存档备份，存于），亞洲週刊
- 郝志東：《澳門23條立法的條件與時機》 （页面存档备份，存于），亞洲週刊
- 謝曉陽：澳門公民社會須風雨同路 （页面存档备份，存于）
- 黎佩兒：《廿三條立法的「示範單位」 （页面存档备份，存于） 》。香港電台，《傳媒透視》，2009年2月。
- 香港記者協會對澳門《基本法》第二十三條立法的意見